# Friedrichstaler Mühle
Die Friedrichstaler Mühle ist eine historische Getreidemühle in der Großen Kreisstadt Stutensee, nördlich von Karlsruhe, an dem Bachlauf der Heglach auf etwa 110 m ü. N.N.
Diese Mühle war die erste auswärtige Gewerbeinvestition in dem 28 Jahre vorher von Hugenotten gegründeten Dorf Friedrichstal und ursprünglich auch die erste Getreidemühle in der unteren Osthardt. Dem Müller wurden neben dem Mahlrecht auch wichtige wasserrechtliche Pflichten sowohl für das alljährliche Frühjahrshochwasser als auch für die ausreichende Wasserversorgung der Landwirtschaft der Region während Trockenperioden von Markgraf Karl III. Wilhelm von Baden-Durlach übertragen, damals ein Novum.

## Geschichte

### Die Friedrichstaler Wassermühlen
Aus dem Mühlenbrief im Wasserbuch des Regierungspräsidiums Nordbaden geht hervor, dass bereits im Februar 1727 Markgraf Karl zu Baden dem Müller Adam Friedrich Dittinger zu Singen die Genehmigung zur Errichtung einer Mühle an der Heglach erteilte. Die damalige Mühle hatte zwei Mahlgänge und einen Gerbgang. Die erteilte Genehmigung war mit zahlreichen Auflagen verbunden. So musste der Müller einmalig 100 Reichstaler bezahlen, eine Schlaguhr für die Kirche anschaffen, alljährlich achtzehn Malter (1 Malter entsprach ca. 150 Pfund) wohlgesäuberten Roggen abliefern, sowie bei oberhalb der Mühle auftretendem Hochwasser alle Wehre öffnen.
Mit dem Betrieb der Mühle untrennbar verbunden war die Errichtung und Unterhaltung der Wehre in der Pfinz, Heglach und dem Gießbach. Die bereits vor der Friedrichstaler Mühle existierenden Wehre wurden mit Genehmigung der Markgräfin und des Markgrafen zu Baden 1712, 1738 und 1754 auf Landeskosten erneuert und wiederhergestellt.
1740 ging die Mühle in Besitz von Friedrich Mayer, später in den von August Mayer über, der die Mühle 1751 durch den Bau einer Hanfreibe und im Jahre 1799 durch den Gang eines zusätzlichen Mahlgangs erweitert. Im Jahre 1839 setzt er das zerfallene Stafforter Wehr in der Pfinz instand. Im gleichen Jahr übernimmt Wilhelm Mayer die Mühle. 1842 einigen sich die Gemeinde Spöck, die Witwe Mayer und ihr Sohn Wilhelm darauf, dass die Gemeinde Spöck zur Bewässerung ihrer Wiesen alles in der Heglach laufende Wasser, sowohl für die erste Heuernte als auch für die zweite nutzen darf. Zudem teilen sich beide Parteien die künftigen Kosten für die Unterhaltung des Stafforter Wehres.
1860 schließen die Gemeinden Blankenloch, Spöck, Friedrichstal und Graben mit dem Vormund, Löwenwirt Hof von Friedrichstal, des minderjährigen Mühlenbesitzers Carl Mayer einen Vergleich über die zukünftige Stauhöhe des Stafforter Wehres. Im Jahre 1867 kauft Josef Steiner von Weingarten die Mühle von Carl Mayer. Durch einen Vergleich, den die Domäne Stutensee, die Werkbesitzer Steiner von Friedrichstal, Elser und Geitz von Rußheim, Blankenloch und Graben im November 1874 schließen, der der Domäne die Wiesenwässerung an 21 Tagen nach der Ohmedernte ermöglicht, muss die Friedrichstaler Mühle weitere Einschränkungen des Mühlenbetriebes hinnehmen.
1887: Ludwig Steiner ersetzt mit Genehmigung des Bezirksrates Karlsruhe die beiden unterschlächtigen Wasserräder der Mühle durch eine 29 PS starke Turbine. Abermals den Besitzer wechselt die Mühle im Jahre 1891. Für 80.000 Mark wird sie von Fritz und Otteo Krämer aufgekauft, die ein Jahr später ein Maschinenhaus am anderen Ufer der Heglach errichten. Die durch die Turbine gewonnene Kraft wird mittels konischer Räder und Vorgelege auf die Mühlentransmission übertragen. Zum einen dient die Kraft dem Antrieb der Mühle, zum anderen über die Einschaltung eines Generators der Erzeugung von Elektrizität für den eigenen Strombedarf.
Im Zweiten Weltkrieg wird die Mühle durch Brandbomben völlig zerstört. Müllermeister Hermann Wachter baut nach Beendigung des Krieges die Mühle neu auf. Schließlich geht die Mühle am 10. August 1948 in den Besitz von Hans Michenfelder, dem Schwiegersohn von Hermann Wachter über. Im Jahre 1963 lässt Hans Michenfelder einen modernes Betonsilo mit einer Höhe von 33 m und einem Fassungsvermögen von über 1.100 t Getreide erstellen.
Im September 1997 brannte die Mühle. Der Produktionsbereich einschließlich eines Verwaltungs- und Verkaufsgebäudes wurden ein Raub der Flammen.

### Der Neubau von 1997
Die Mühle wird noch im selben Jahr an den Mühlenkonzern Grands Moulins de Strasbourg verkauft, und ein Jahr später wieder aufgebaut. Im Jahr 2000 wird die Rheintal Mühlen GmbH in Stutensee als 100%ige Tochter des Straßburger Mutterkonzerns, mit gleichzeitiger Übernahme sämtlicher Rechte und Pflichten der Friedrichstaler Mühle, gegründet. Neben dem Betrieb in Friedrichsthal besteht ein weiterer Betrieb in Neustadt  an der Weinstraße. In der dortigen Hambacher Mühle wird Roggen vermahlen. 
Die Rheintal Mühlen GmbH ist heute eine Tochtergesellschaft der Bindewald und Gutting Verwaltungs-GmbH, einer Holdinggesellschaft im Besitz zweier südwestdeutscher Müllerfamilien, die deutschlandweit mehrere Mühlen betreiben.
Das Getreide, heute ausschließlich Weizen, wird seitdem nicht mehr mit Hilfe der Wasserkraft, sondern mit einer modernen Walzenmühle gemahlen. Die Tagesleistung der Mühle beträgt etwa 300 Tonnen Weizenmehl.
Die Mühle verfügt über eine Trocknungsanlage sowie über Kühlaggregate, die für die Gesunderhaltung des Getreides sorgen. Das dazugehörige Getreidelager kann bis zu 8.000 Tonnen Getreide aufnehmen.
Durch technischen Defekt entstand am 9. April 2015 ein Brand im Mehlsilo der Mühle. Durch den Schaden waren monatelange Produktionsausfällen die Folge. Personen kamen bei den Brand nicht zu Schaden. Nach Behebung des Brandschadens konnte die Produktion der Friedrichstaler Mühle gegen Ende des Jahres wieder fortgeführt werden.
Die heutige Mühle ist verkehrsmäßig über die A 5, Abfahrt Bruchsal, sowie über die B 35 und B 36 angebunden.

Die Friedrichstaler Mühle (2015)
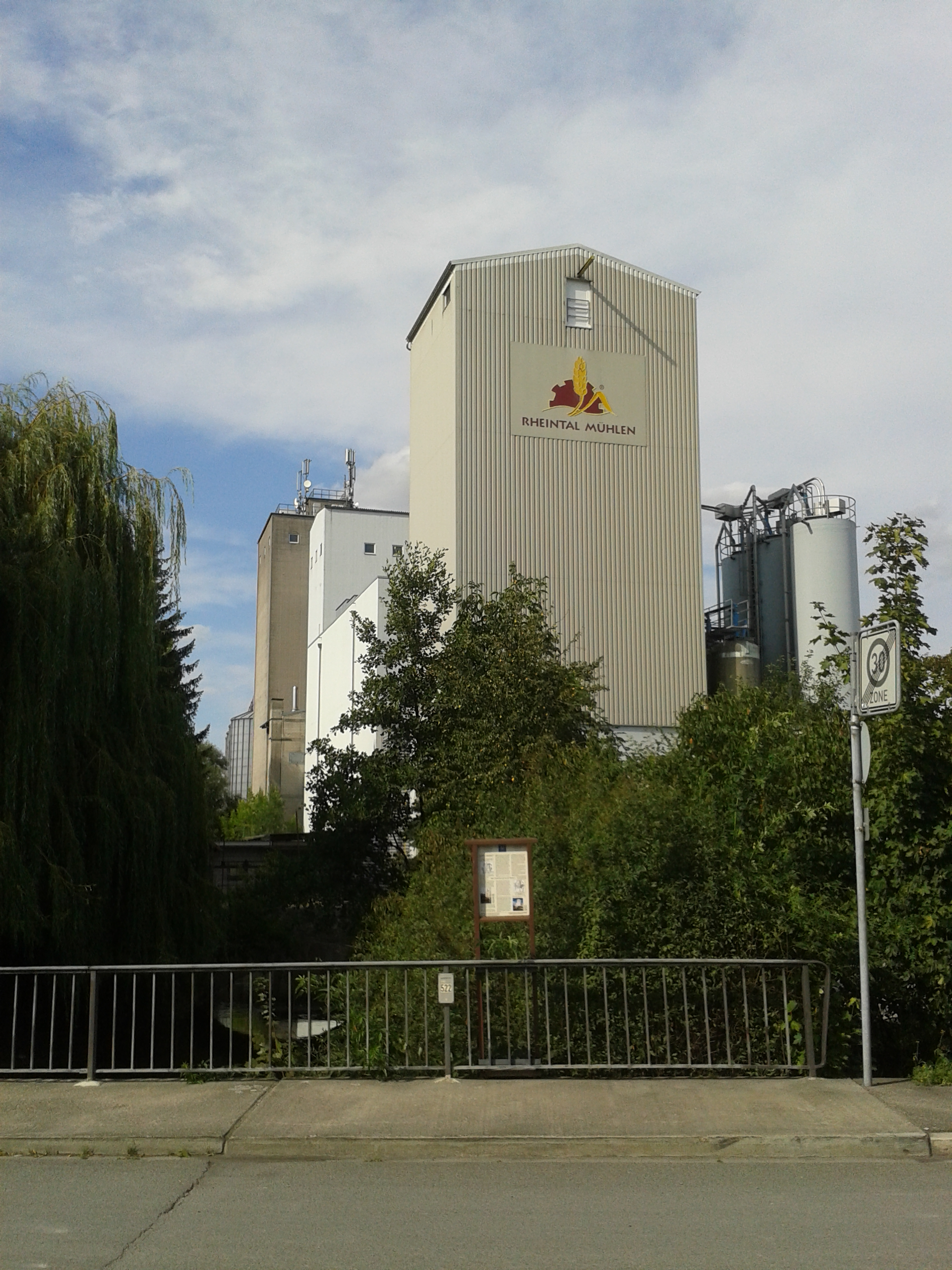
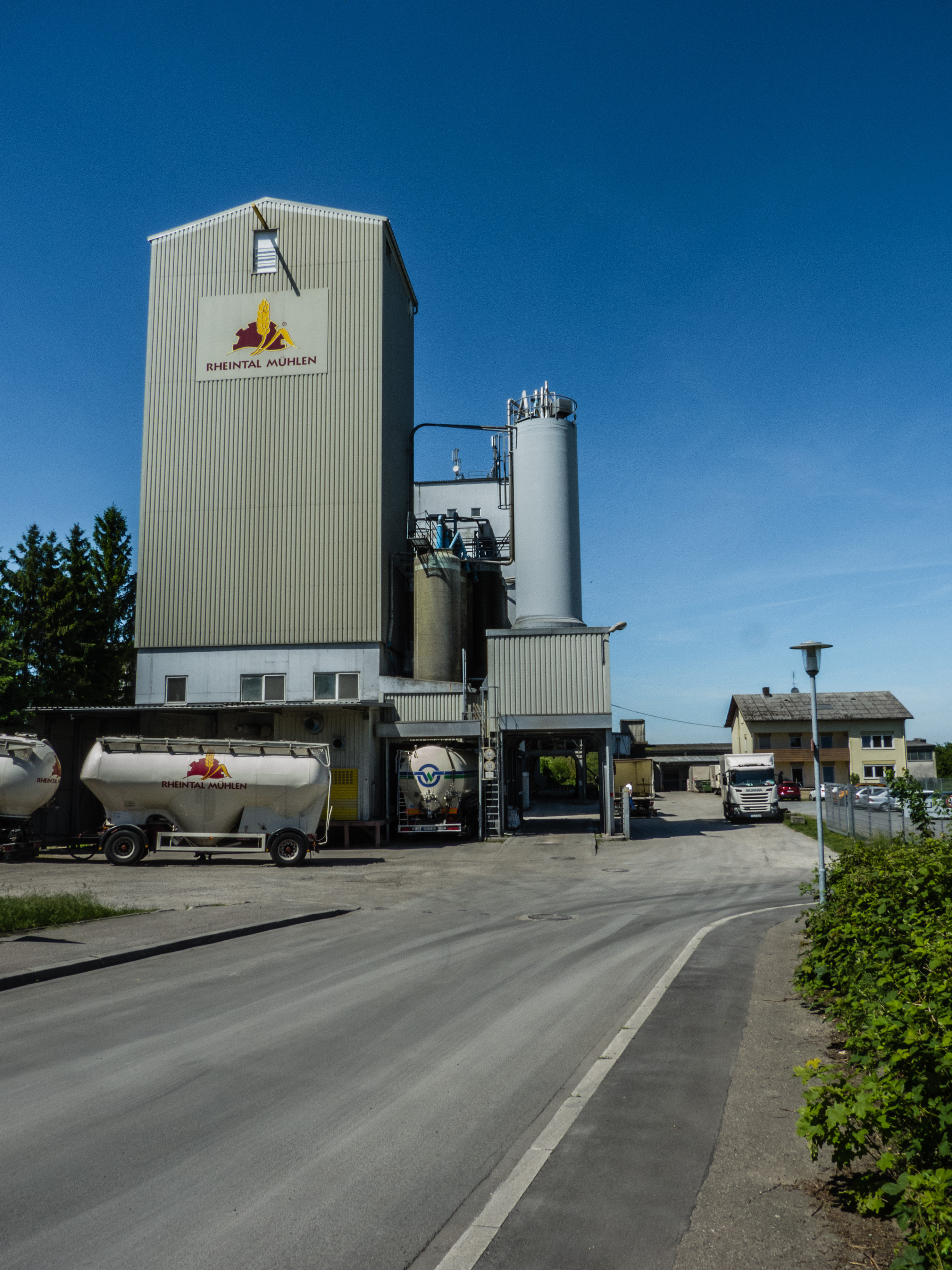
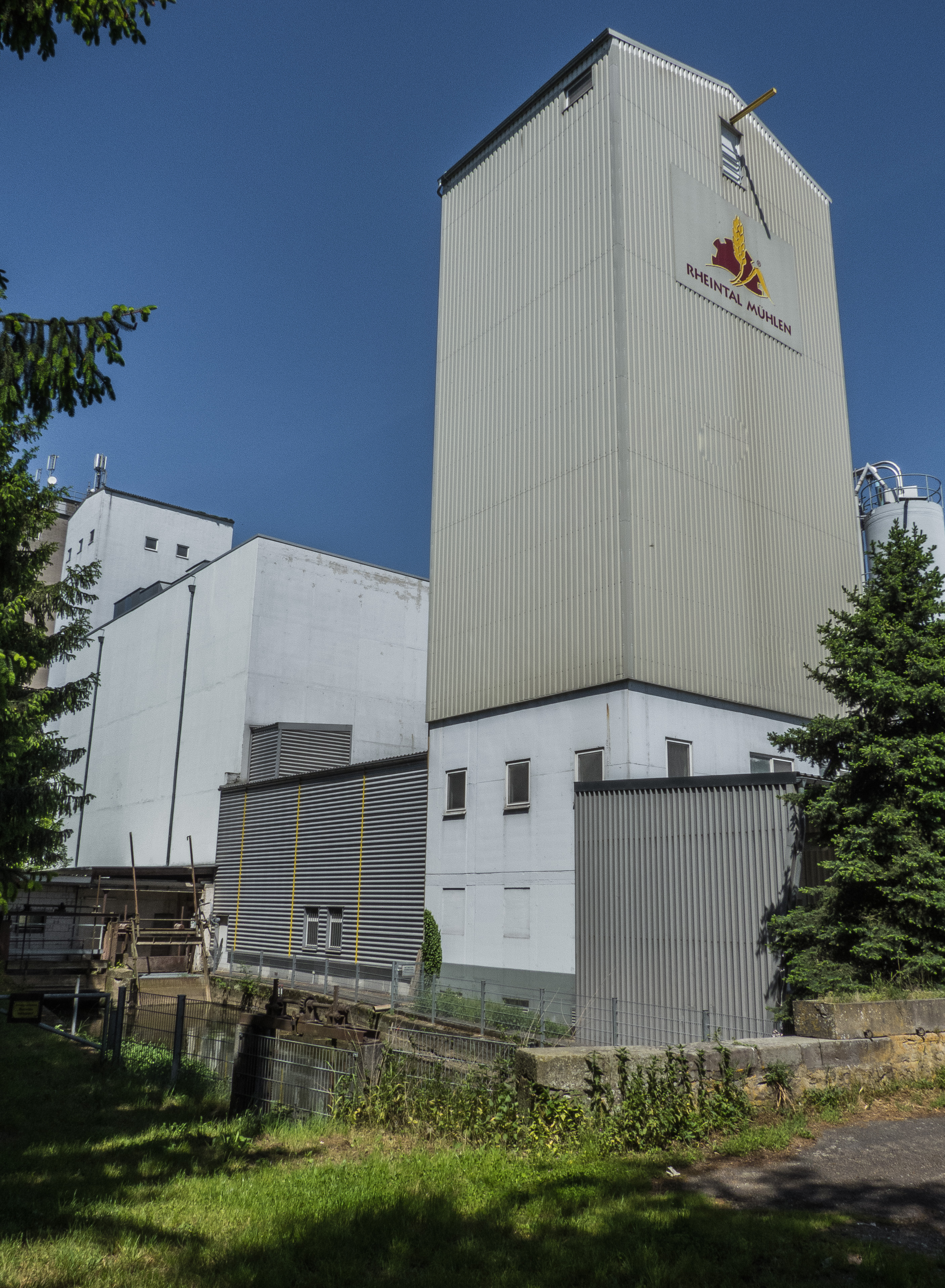
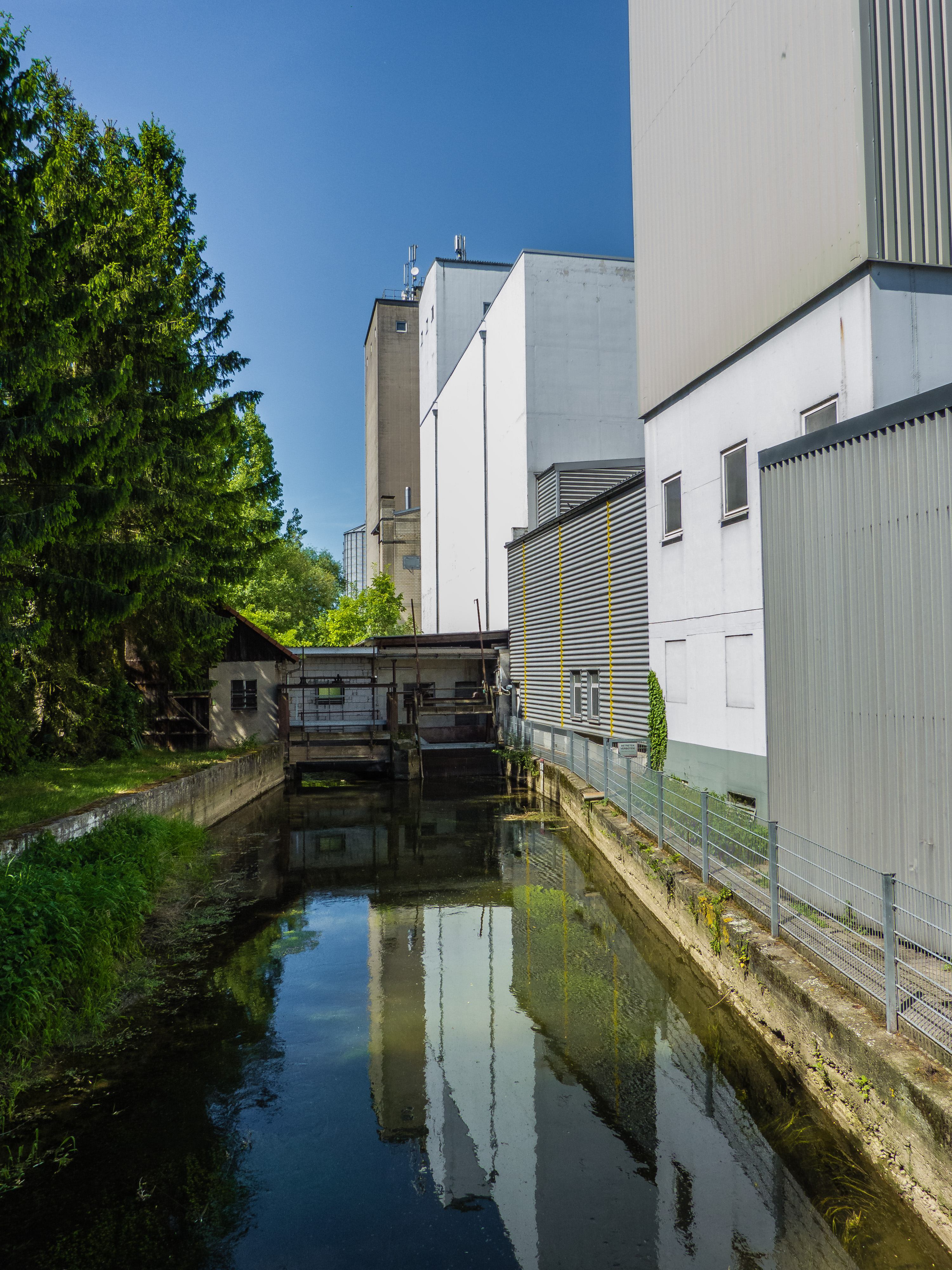
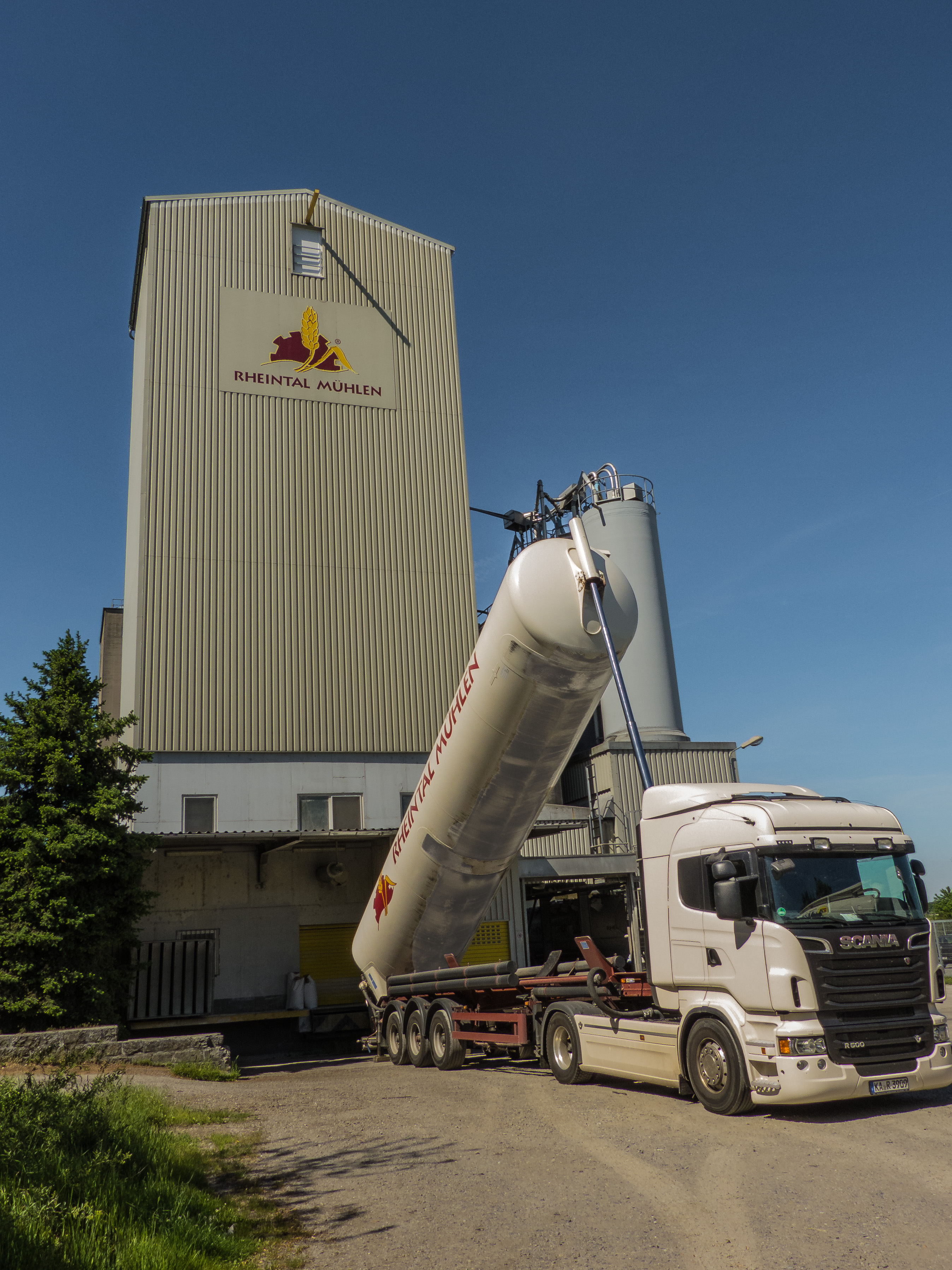